# Први морнарички одред
Алтернативни називи:
 Одред ратне морнарице јужне Далмације

Први морнарички одред је био партизанска јединица у саставу Народноослободилачке војске и партизанских одреда Југославије током Другог светског рата у Хрватској.

## Историјат
Формиран је, вероватно, 23. јануара 1943. у Подгори под називом Одред ратне морнарице јужне Далмације да брани ослобођену обалу Макарског приморја, напада италијански дужобалски саобраћај у Хварском каналу, при- купља обавештајне податке и послужи као језгро за формирање партизанске морнарице на Јадрану. Као костур за његово формирање послужила је 4. чета батаљона Вид Михаљевић, који је дејствовао на Биокову. Први морнарички одред је у време формирања имао
око 150 људи; његово бројно стање постепено се повећало на око 200—250 бораца, организованих у три чете. Једна чета била је распоређена у подручју Тучепа, да затвара комуникације које су из Макарске водиле према ослобођеној територији. Остале две чете припадале су морнаричким станицама у Подгори и Играну, и биле оријентисане према мору. У  саставу 3. вода чете у Подгори налазио се састав наоружаних бродова (флотила) који су сачињавали Партизан (бивши моторни брод Европа, заробљен у акцији 1. јануара 1942) и Пионир (леут, из састава приморског вода). Одред је био наоружан 1 тешким митраљезом, са 4 пушкомитраљеза и око 200–250 пушака, а краће време и противтенковским топом за дејство против италијанског дужобалског саобраћаја. Јединице Одреда су одбиле неколико непријатељских покушаја искрцавања на ослобођену територију Макарског приморја (најопаснији је био у другој половини фебруара са реморкером и моторним једрењаком и 40—50 војника и официра у Велики и Мали Дрвеник) и успешно нападале поморски саобраћај. Тим дејствима Италијани су били приморани да на рути од Макарске до Метковића и Корчуле организују за моторне једрењаке пловидбу у конвојима. Током фебруара и марта нападнути су и оштећени 3 брода и 1 хидроавион, а заплењени су моторни једрењаци Мариа Луиса и Ренато. Ради одмазде и застрашивања народа, италијански ратни бродови и авиони често су бомбардовали луке и села на ослобођеној територији Макарског приморја. У једном таквом нападу, средином фебруара 1943, потопљен је наоружани брод Партизан. За време четврте непријатељске офанзиве од Одреда и неких мањих јединица формиран је Биоковски НОП одред. Трећи батаљон Биоковског одреда, распоређен дуж обале Макарског приморја, преузео је на себе задатке Одреда. На мору је дејствовао морнарички вод који је леутима вршио препаде на непријатељски саобраћај и одржавао везу између Приморја и острва Хвара.